# 胜利桥街道
胜利桥街道，是中华人民共和国河北省邯郸市复兴区下辖的一个乡镇级行政单位。

## 行政区划
胜利桥街道下辖以下地区：
三丰园社区、学军路社区、王郎东社区、人民桥北社区、人民路邯钢社区、建安社区和复兴路社区。